# Fräulein Lilli
Fräulein Lilli, auch bekannt als Fräulein Lilly, ist ein österreichischer Spielfilm aus dem Jahre 1936 mit Franziska Gaal in der Titelrolle. Regie führten drei aus Deutschland vertriebene Regisseure mit jüdischem Hintergrund, was zu ebenso chaotischen wie unwürdigen Zuständen während der Dreharbeiten führen sollte.

## Handlung
Das hübsche Fräulein Lilli kann nach längerer Zeit der Arbeitslosigkeit endlich einen Job als Verkäuferin in einem Juweliergeschäft ergattern. Um den Umsatz anzukurbeln, entsendet der Besitzer Höfer Lilli und den Prokuristen Seidl nach Monte Carlo. Lilli soll im dortigen Casino den firmeneigenen Schmuck tragen, dadurch für sein Geschäft werben und den getragenen Schmuck zum Verkauf anbieten. Doch Höfer und Seidl haben ein Geheimnis. In Wahrheit verwahrt der Prokurist den echten Schmuck, während das ahnungslose Fräulein Lilli nur eine wertlose Imitation trägt. Juwelier Höfer will den Verkauf mit einem Trick erreichen: Seidl soll das Gerücht verbreiten, dass sich Lilli übel verzockt hat und deswegen unbedingt ihr Collier verkaufen müsse.
Lilli hat indessen den Bonvivant Fredy Scott kennen gelernt und sich rasch in ihn verliebt. Der misstrauische Seidl vermutet in dem jungen, schmucken Mann einen abgefeimten Betrüger, hat dieser doch soeben wegen hoher Verluste im Casino dasjenige Apartment abgeben müssen, das Lilli nunmehr bezogen hat. Seidl fasst dagegen Vertrauen zu einem Mann, ein gewisser van Eyben, der sich tatsächlich als Hochstapler erweisen soll. Zu allem Überfluss erzählt Seidl ihm im Vertrauen von den Hintergründen seiner und Lillis Reise nach Monte Carlo. Höfers und Seidls Schmuckplan wird durch Lillis Spielglück, von dem Seidl nichts mitbekommt, durchkreuzt. Daher streut Seidl unverdrossen das falsche Gerücht von Lillis Casinopech aus, von dem auch prompt Fredy hört. Dieser macht sich daraufhin auf den Weg, die ihm zugetane, junge Frau vom Glücksspiel abzuhalten.
Fredy Scott, von seinen betuchten Eltern weiterhin mit Geldnachschub versorgt, kehrt an Lillis Seite zum Spieltisch zurück. Endlich hat Seidl Glück, denn Fräulein Lillis Pechsträhne hat soeben begonnen. Als der Prokurist davon erfährt, macht dieser der Hotelleitung das Angebot, den echten Schmuck in Kommission zu verkaufen. Als Lilli in ihrem Bad weilt, schleicht van Eyben, der tatsächliche Gauner, in ihr Zimmer und klaut das Imitat. Währenddessen gewinnt Fredy in der Spielbank ein kleines Vermögen. Er geht in sein Hotel zurück, erfährt dort vom anstehenden Schmuckverkauf und erwirbt den echten Schmuck, um ihn seiner Herzdame zu schenken. Fredy betritt Lillis Hotelzimmer, als diese den Diebstahl ihres Schmuckimitats entdeckt und nun glaubt, Fredy sei der Dieb. Daraufhin verlässt Lilli augenblicklich Monte Carlo. Schließlich klärt sich an der Grenze das Missverständnis in einer Zollstation auf, und die beiden Liebenden finden zueinander.

## Produktionsnotizen
Fräulein Lilli gilt als die vorletzte österreichische Filmproduktion, die sich nicht den vom nationalsozialistischen Deutschland oktroyierten Bedingungen für beim österreichischen Film tätige, jüdische Künstler unterwarf. Um seine Produktionsfirma Projektograph-Film nicht ins Visier antisemitischer Rassenfanatiker zu bringen, entschloss sich Produzent Oskar Glück dazu, diese Produktion mit einer kurzlebigen Neugründung, der Opus-Film GmbH, herzustellen. Dafür verpflichtete er eine Reihe von jüdischen Künstlern, darunter Franziska Gaal, Hans Jaray und Szöke Szakall, die in Deutschland nicht mehr auftreten oder filmen durften.
Der im April 1936 aus Spanien nach Wien gekommene deutsche Emigrant Hans Behrendt wurde von Glück für die Inszenierung verpflichtet, später zog der Produzent zwei weitere Regisseure, Max Neufeld und Robert Wohlmuth, hinzu.
Gedreht wurde vom 6. Juni bis zum 8. Juli 1936 in Monte Carlo, Menton und Ventimiglia (Außenaufnahmen) sowie in den Tobis-Sascha-Ateliers in Wien-Sievering (Studioaufnahmen). Die Uraufführung fand am 25. September 1936 in Wien statt. Wegen der großen Anzahl an jüdischen Mitarbeitern vor wie hinter der Kamera fand der Film keine Zulassung für das Deutsche Reich. Am 1. Juni 1948 wurde der Film in Österreich wiederaufgeführt. Im Nachkriegsdeutschland passierte die Komödie unter dem leicht veränderten Titel Fräulein Lilly am 18. August 1949 die Zensur und wurde nur kurz in München im Januar 1950 gezeigt. Der Film fand in der soeben gegründeten Bundesrepublik nahezu keine Beachtung.
Die Produktionsleitung hatte Robert Reich. Es war sein letzter Film, er wurde während des Zweiten Weltkriegs in Auschwitz vergast. Die Filmbauten entwarf Franz Meschkan. Regieassistent war, wie bei vielen österreichischen Emigrantenproduktionen vor 1938, Arthur Gottlein. Die Texte zu den einzelnen Filmliedern der diversen Komponisten schrieb der mittlerweile ebenfalls in Deutschland verfemte Fritz Rotter.
Fräulein Lilli war der letzte deutschsprachige Film Franziska Gaals vor ihrer Ausreise nach Hollywood (1937). Die als kapriziös und divenhaft geltende Mimin spielte bei den turbulent verlaufenden Dreharbeiten „eine höchst unglückliche Rolle“. Insgesamt drei Regisseure – allesamt aus Deutschland verstoßene Juden – verschliss Franziska Gaal, weil sie mit dem ersten (Hans Behrendt) nicht arbeiten wollte und der zweite (Max Neufeld) für diese reine Exilantenproduktion seinen Namen nicht herzugeben bereit war. Der dritte Regisseur (Robert Wohlmuth), der den geringsten Anteil am fertigen Film besaß, avancierte somit zum Aushängeschild. Diese für mangelnde Solidarität unter Verfolgten jener Jahre nicht eben untypische Posse kommentierte am 25. Juni 1936 die Emigrantenpublikation Pem‘s-Privat-Berichte mit bitteren Worten: „Jetzt tarnt ein Herr Wohlmuth, ein Jude, Herrn Neufeld, einen Halbjuden und Behrendt muß seine Gage einklagen. Dass solche Dinge -- Starallüren der Gaal, Unkollegialität, Neufelds und Glücks Verhalten -- in der Öffentlichkeit diskutiert werden und so Stimmung gegen den einzigen unabhängigen deutschen Film machen, also neuen Antisemitismus erregen, ist einfach unqualifizierbar.“ Auch andere Quellen belegen Gaals Hang zu kapriziösen Allüren. Als es im Januar 1937 zu einem Prozess kam, in dem eine österreichische Filmgesellschaft von ihr die Rückzahlung eines Vorschusses in Höhe von 40.000 österreichischen Schillingen für einen vier Filme umfassenden Vertrag verlangte, den sie aufgrund diverser Differenzen bezüglich der angebotenen Rollen nicht einzulösen gedachte, wurde neben Neufeld auch der extra aus Rom angereiste Produktionsleiter Eugen Kürschner vernommen. Der Anwalt der Produktionsfirma legte dar, „daß Frau Gaal in der Filmbranche wegen ihres stürmischen Temperamentes gefürchtet sei. Während der Aufnahmen zu Fräulein Lilly soll sie einem Regisseur plötzlich eine schallende Ohrfeige gegeben haben, so daß dieser die Arbeit niederlegte.“

## Kritiken
In der Neuen Freien Presse ist in der Ausgabe vom 27. September 1936 folgendes zu lesen: „Dieser hier ist ein „typischer“ Gaal-Film, also von harmloser Lustigkeit, reinlich gearbeitet, mit hübschen Außenaufnahmen und guten Schauspielern. Gefällige Musik wird gefällig vorgetragen und die Verwicklungen sind reichlich verwickelt. […] Wieder ist Hans Jaray ihr Partner -- nett, ironisch, salopp, und Szöke Szakall hat in der langen Zeit, in der er nicht im Film zu sehen war, zweifellos gewonnen. Karl Paryla bekam noch immer nicht die große und richtige Rolle, die ihm gebührt. Richard Eybner ist ein sehr heiterer Hoteldieb.“
In derselben Publikation wurde in der Rubrik „Mode“ auch dieser Aspekt des Gaal-Films erörtert: „Schon das Reisekleid ist dazu geschaffen, im train bleu Aufsehen zu erregen. Handtasche und Schottenmütze, Handschuhe und Schuhe vervollständigen das entzückende jugendliche Ensemble. Der Film zeigt deutlicher als manch anderes Beispiel, was Toiletten bedeuten, wenn sie mit Modeerfahrung und Kultur ersonnen wurden. Ein schwarzes Abendkleid aus Velours sans peur ist in besonderen Linien modelliert. Zauberhaft wirkt das lichte Festmodell großen Stils, gelber Crepe reversible in matt-glänzenden Kontrasten. Die Schleppe und die Raffungen ergeben eine charmante Silhouette. Ehrlich ist die Linse des Filmapparats, aber sie bringt hohe Leistungen zu besonderer Wirkung, beim Spiel der Künstler und auch bei der Mode, die sie tragen. Ein blau-weißes Complet wirkt besonders „riviera“-echt und steht der „Franzi“ entzückend. […] Durch die Uebereinstimmung der Kleider mit allen Kleinigkeiten, die sie begleiten, ist die Harmonie des Stils vorzüglich betont; sie macht den neuen Gaal-Film auch zum großen modischen Ereignis.“
Die Wiener Zeitung vom 29. September 1936 schrieb: „Ladislaus Vadnai und Stephan Bekessi haben für Franziska Gaal ein nettes, unterhaltliches Lustspiel geschrieben, das ihr eine dankbare, liebenswürdige Rolle bringt. […] Franziska Gaal und Hans Jaray bekommen einander nach den reizendsten Schwierigkeiten; teils durch Scharm, Temperament und Witz ihres flüssigen, pointierten Spieles, teils durch die immer wieder ihren Zauber ausübenden Bilder von der Riviera werden dem Publikum Fräulein Lillis Reise in die Ehe vermittelt.“